# Julian Kaliszewski
Julian Kaliszewski pseud. Klin (ur. ok. 1845 w Warszawie, zm. 1909) – polski publicysta-satyryk.
Nauki pobierał w gimnazjum realnym na Krakowskim Przedmieściu. Pracy literackiej poświęcił się już przed dwudziestym rokiem życia, nie kończąc studiów w Szkole Głównej. 
Publikował satyryczne wiersze i artykuły w Kurierze Niedzielnym, gdzie powierzono mu również redagowanie przeglądu prasy i rubryki literackiej. 
Pozostawił po sobie Szkice (1868-1885), Pamiętniki sceptyka (1872), Moi kochani rodacy(1888). Pojawiły się przypuszczenia, że napisał również Starą i młodą prasę, jedną z pierwszych polskich książek prasoznawczych (dawniej uważano, że pod pseudonimem Eksdziennikarza kryje się Walery Przyborowski).
Utwory Kaliszewskiego często wywoływały skandale, autor znany był ze swego krytycznego i sceptycznego podejścia do świata oraz używania w publikowanych tekstach słów uważanych wtedy za nieprzyzwoite.